# ماریچه اسخاکه
ماریچه اسخاکه (به هلندی: Marietje Schaake)؛ ‏ زادهٔ ۲۸ اکتبر ۱۹۷۸) سیاستمدار هلندی است که عضو پارلمان اروپا می‌باشد. او از منتقدان وضعیت حقوق بشر در ایران است.نوع پوشش او در سفر به تهران خبرساز شد